# Wiener Zentralfriedhof
Wiener Zentralfriedhof er den største kirkegård i Østrigs hovedstad Wien og hører med sit areal på næsten 2,5 km² og omkring 3 mio begravelser til de største i Europa. Kirkegården blev åbnet i 1874, og har et stort antal æresgrave samt markante bygværker i jugendstil.

## Historie
Med kejser Joseph II.'s reformer fra 1784, der førte Habsburg-riget mod oplysningstiden, skete der også reformer i Wiens begravelsesvæsen. Kirkegårdene inden for Wiens forsvarslinje (Linienwall), der i dag udgør Wien Gürtel, måtte opgives, og i stedet skulle anlægges fem kirkegårde udenfor forsvarslinjen: Sankt Marxer Friedhof, Hundsturmer Friedhof, Matzleinsdorfer Friedhof, Währinger Friedhof og Schmelzer Friedhof.
Da befolkningstallet i Wien i midten af det 19. århundrede steg, og dermed også antallet af døde, ville disse kirkegårde i forstæderne ikke være tilstrækkelige. Ydermere havde man i den voksende bys byplanlægning forudsat, at kirkegårdene snart skulle nedlægges. I 1863 besluttede Wiens bystyre så at oprette en centralkirkegård langt uden for byen. Den skulle være så stor, at den så vidt muligt aldrig skulle nå en kapacitetsgrænse. Samtidig ophævede man kirkernes eneret på begravelsessteder, hvormed man banede vejen for, at det offentlige kunne forvalte og finansiere kirkegården.
Ved planlægningen af kirkegården gik man ud fra, at Wiens kraftige vækst ville fortsætte, og den med den daværende kejserriges landemæssige udstrækning med udgangen af det 20. århundrede ville være en metropol med 4 mio indbyggere. Bystyret udpegede en række egnede grunde, men på baggrund af geologiske undersøgelser købte kommunen i 1869 et grundstykke i Kaiserebersdorf og to mindre grundstykker i Simmering – i dag beliggende i Wiener bydelen 11. Bezirk, Simmering. I 1870 blev der udskrevet en arkitektkonkurrence, og anlægget af frankfurter arkitekterne Karl Jonas Mylius og Alfred Friedrich Bluntschli overbeviste juryen, og efter blot 3 års anlægstid (1871 til 1874) var Wiens nye store kirkegård færdig. Men allerede i 1872 måtte man lukke Sankt Marxer Friedhof, og på de øvrige kommunale kirkegårde blev pladsen knap, og derfor måtte man allerede i 1873 benytte et mindre areal på den nye kirkegård som begravelsesplads.

### Den konfessionelle konflikt
Allerede i 1863, da Wiens bystyre besluttede at anlægge en ny kirkegård, blev det fastlagt, at den skulle anvendes af alle trosretninger indenfor kristendommen, og der var åbnet mulighed for, at andre trosretning skulle kunne overlades egne afdelinger på Zentralfriedhof. I oktober 1874 understregede bystyret kirkegårdens uafhængighed af trosretninger og en religiøs indvielse af begravelsespladsen blev direkte nægtet.
Da disse budskaber blev negativt modtaget i katolske kredse medførte det tiltagende protester, særligt da det kom frem, at det jødiske trossamfund havde betalt et større pengebeløb for at få en egen afdeling i kirkegårdens vestlige del. Protesterne medførte, at man kunne tillade delvise indvielser uden at det dog måtte medføre indskrænkninger i forhold til bestemte trosretninger. En kirkelig indflydelse på forvaltningen af kirkegården blev dog helt udelukket.
Protesterne fortsatte dog, og kirken fik indgået en aftale med Wiens borgmester Cajetan Felder, og om morgenen den 30. oktober 1874 foretog Kardinal Rauscher i stilhed en indvielse af kirkegården.
Den 1. november 1874 blev kirkegården overgivet til sit formål. På denne dag blev den menige borger Jakob Zelzer fra Josefstadt begravet som den allerførste på kirkegården. Hans grav findes endnu på kirkegården. Endvidere blev 13 andre begravet i en fællesgrav på kirkegården.

### Den upopulære nye kirkegård
Kirkegården blev hyppigt kritiseret, og var ikke særlig populær blandt byens borgere, og var derfor også dårlig besøgt. Kirkegården manglede vegetation, og det trak ud med at få opført bygninger på kirkegården. Endvidere var transportmulighederne dårlige, da der endnu ikke var baneforbindelse til kirkegården, der jo var bygget langt uden for den eksisterende by.
Bystyret besluttede i 1881 at gøre kirkegården mere attraktiv ved at etablere et æresgravanlæg på Zentralfriedhof. Ydermere valgte man at overføre de jordiske rester af forskellige prominente personligheder fra andre kirkegårde, bl.a. Ludwig van Beethoven og Franz Schubert fra Währinger Friedhof. I 1910 fik kirkegården endelig en kirke, Karl-Borromäus-Kirche, som skulle være give yderligere tiltrækning af besøgende.

### Den lange vej til den sidste hvile
Et andet problem, som bystyret havde at kæmpe med, var den lange ligtransport. Med hundreder af døde hver uge, var Simmeringer Hauptstraße præget af lange begravelsesoptog, som dengang foregik med hestevogn. Det var ikke til befolkningens udelte begejstring hver dag at få denne konfrontation med døden.
Man arbejdede længe med forskellige forslag og løsninger for at ændre ligtransporterne, og der var forslag fremme om at etablere en baneforbindelse til kirkegården, hvor ligene kunne samles i en hal inden de kørtes til graven.
Men hestetransporterne fortsatte til 1918, hvorefter man benyttede den ved århundredeskiftet anlagte elektriske sporvogn til formålet, og fra 1925 blev der for første gang indsat en motoriseret rustvogn.

### Kirkegården i skyggen af det tredje rige
Naziregimet og 2. verdenskrig gik ikke sporløst hen over Wiener Zentralfridhof. På grund af pogromet mod den jødiske befolkning blev ceremonihallen på den gamle jødiske kirkegård sprængt af nationalsocialister den 9. november 1938, og adskillige gravsteder på såvel den nye som den gamle jødiske kirkegård blev ødelagt og skændet.
Fra 1938 til 1945 blev hundreder af modstandskæmpere henrettet, og de blev lagt i fællesgrave på Zentralfriedhof. Pårørende fik ingen information om tid og sted for begravelsen, da begravelsesforvaltningen fik strenge ordrer fra retten om ikke at give disse oplysninger videre. Begravelserne fandt sted på et lukket område og under overvågning af politiet. Nogle år efter krigen blev de henrettedes gravsteder i gruppe 40 på kirkegården fredet og gjort til mindesmærke af Wiens bystyre.
I forbindelse med kampene i Wien i april 1945 kom det til heftig skudveksling mellem Den Røde Hær og tyske hærenheder. De største skader skete dog nogle måneder før ved luftangreb, hvilket bl.a. skyldtes, at der i omegnen af kirkegården var flere betydende industribygninger.
Kuplen på Karl-Borromäus-Kirche blev ødelagt af en brandbombe, men selv om genopbygningen af kirkegården blev påbegyndt kort efter krigen blev kuplen først retableret i 1950'erne, og så langt op som til 1990'erne restaurerede man fortsat beskadigede jødiske grave på den gamle jødiske kirkegård. Her ligger også et stykke brakjord. Det var her den sprængte ceremonihal lå.
Over for mindesmærket for de henrettede modstandskæmpere i gruppe 40 ligger det fælles gravsted for de over 400 bombeofre fra årene 1944 og 1945. Endvidere findes der andre mindesmærker og krigsgrave på Zentralfriedhof til minde om de talrige ofre for nazismen under 2. verdenskrig.

### Zentralfriedhof i dag
I modsætning til kejser Joseph II.'s enkle begravelsesprincip forsøgte borgerskabet i slutningen af det 19. århundrede – i stil med adelstanden – at iscenesætte store sørgefester og begravelser. Disse store begravelser kendes endnu i dag ved særlige lejligheder, f.eks. ved statsbegravelser af politikere eller kendte personligheder, hvor Wiens borgere deltager for at vise den sidste ære. F.eks. når en forbundspræsident bisættes, så er vejen fra hovedporten til præsidentgravkammeret, der i forvejen er flankeret af de mange æresgrave, skueplads for sørgeoptog. Også i moderne kultur spiller disse sørgeoptog en rolle, f.eks. da popsangeren Falco blev begravet på Wiener Zentralfriedhof i 1998 blev han ledsaget af tusinder af mennesker, der fulgte ham til graven.
Forvaltningen af kirkegården sker fra Wiens Magistratsafdeling 43, hvorunder også det kommunale kirkegårdsgartneri og stenhuggeri hører.
Zentralfriedhof er i løbet af sin historie blev udvidet syv gange (senest i 1921), og den indeholder omkring 330.000 gravsteder (2006) med omkring tre millioner afdøde. Ved åbningen var kirkegården den største i Europa, og dens nuværende areal på 2,5 km² overgås i øjeblikket kun af den 4 km² store kirkegård Friedhof Ohlsdorf i Hamburg i Tyskland.
En af de seneste fornyelser på kirkegården er den af arkitekt Christof Riccabona tegnede "Park for ro og kraft", der åbnede i 1999. Det er en geomantisk landskabspark, der er underopdelt i fem udtryksmæssigt forskellige områder og skal indbyde til åndelig og fysisk afspænding og eftertanke.

## Placering og infrastruktur
Wiener Zentralfriedhof ligger – i modsætning til sit navn – i den sydøstlige udkant af Wien i bydelen Simmering, hvilket under anlægget af kirkegården slet ikke var en del af byen Wien. Kirkegården er imidlertid et vigtigt og benyttet begravelsessted i byen, ikke mindst fordi begravelser her er billigere end andre kirkegårde i byen.
Simmeringer Hauptstraße, der er Simmerings vigtigste hovedfærdselsåre, fører direkte til Zentralfriedhof. Selvom kirkegården ligger mellem den stærkt befærdede gade og en S-togsstrækning, så er de fleste arealer på kirkegården forskånet for trafikstøj.
På grund af kirkegårdens størrelse har den forholdsvis store og lange veje, og disse kan befærdes med privatbil mod et gebyr. Siden 1971 har kirkegården haft egen buslinje internt på kirkegården. Årligt benytter omkring 60.000 personer buslinjen, der befærdes af det private busselskab Dr. Richard. Buslinjen indgår i det øvrige trafiksamarbejde i Verkehrsverbund Ost-Region og bærer linjenummer 106.
Trafikforbindelse til kirkegården opnås med sporvognslinje 71, der udgår fra Schwarzenbergplatz direkte til kirkegården.
Indtil 1901 førte en hestetrukken bane til kirkegården men blev derefter erstattet af den elektriske sporvogn, der allerede den gang fik linje nummer 71. I 1918 begyndte man at indføre sær-sporvogne med ligtransporter til kirkegården. Årsagen var primært mangel på heste efter krigen og mange døde som følge af Den spanske syge. Wienerne fandt imidlertid ikke transportformen passende for en begravelse og i mellemkrigstiden blev transporterne atter indstillet. Under 2 verdenskrig genoptog man transportformen, og i 1942 rådede Wiens sporvogne over 3 ligtransportvogne. Efter krigen indstillede man igen transportformen.
U-bane linje U3 ender omkring 2 kilometer fra kirkegården, men en forlængelse af U-banen er planlagt.

## Udvikling af trosretningernes afdelinger
Wiener Zentralfriedhof består i sin nutidige form af "hovedkirkegården" tilegnet alle trosretninger, samt af en række forskellige afdelinger tilegnet forskellige trosretninger.
Den overvejende del af hovedkirkegården består af katolske grave. Derudover findes der afdelinger for følgende trosretninger:
- Buddhisme
- Protestantisme
- Islam
- Jødedom
- Den ortodokse kirke

Selvom kirkegården er udvidet nogle gange, så er hovedkirkegården langt den største. Mens den protestantiske og den nye jødiske begravelsesplads er rumligt adskilt fra den resterende kirkegård og er tilgængelig gennem egne porte udefra, så fremstår de små ortodokse og islamiske afdelinger og den buddhistiske begravelsesplads som enklaver i hovedkirkegården.

### Gamle og nye jødiske begravelsesplads
Som det første trossamfund anlagdes den jødiske begravelsesplads i 1879 i den vestlige del af Zentralfriedhof. Men allerede i 1916 var pladsen fuldt udnyttet, og der blev opført en ny jødisk begravelsesplads. I 1945 ramte et luftangreb ved en fejl den gamle jødiske begravelsesplads, hvilket medførte svære skader, og at omkring 3000 gravsteder blev ødelagt. Afdelingen forfaldt på grund af manglende renovering, men en forening stiftet i 1991 foranledigede en restaurering af gravstederne. Den gamle jødiske afdeling, hvor bl.a. Arthur Schnitzler, Friedrich Torberg, Gerhard Bronner og Viktor Frankl er begravet og den nye jødiske afdeling, hvor bl.a. Otto Soyka er begravet, er langt den største af trossamfundene på Zentralfriedhof.

### Ortodokse afdelinger
Den 9. maj 1895 blev kirkegårdskirken til den hellige Lazarus i den nyanlagte russisk-ortodokse afdeling indviet. Der findes følgende ortodokse afdelinger i Wiener Zentralfriedhof:
- Den bulgarsk ortodokse kirke
- Den græsk-ortodokse kirke
- Den koptiske kirke
- Den rumænsk-ortodokse kirke
- Den russisk-ortodokse kirke
- Den Serbisk-Ortodokse Kirke
- Den syrisk-ortodokse kirke

### Protestantisk kirkegård
Det kristen-protestantiske samfund i Wien havde allerede fra 1858, før anlæggelsen af Wiener Zentralfriedhof, en selvstændig kirkegård i den daværende wiener bydel Matzleinsdorf. Efter åbningen af Zentralfriedhof var kirkegården truet af lukning, og Wiens bystyre afslog at lade kirkegården udvide. Eneste udvej var således at anlægge en ny selvstændig kirkegård et andet sted. I slutningen af det 19. århundrede købte det protestantiske samfund et 6 hektar stort areal på østsiden af Zentralfriedhof, som derefter blev til den evangeliske kirkegård Friedhof Simmering.
Kirkegården blev åbnet og indviet i 1904. Den hører ikke under Wiens byforvaltning men er en selvstændig kirkegård forvaltet af det protestantiske samfund.

### Islamiske afdelinger
Siden slutningen af det 19. århundrede er muslimer blevet begravet på Wiener Zentralfriedhof. I midten af 1970'erne blev den første muslimske afdeling oprettet og senere fulgte endnu en muslimsk afdeling samt en islamisk-ægyptisk afdeling. Gravene er – uafhængig af forløbet af veje og stier – som foreskrevet i koranen rettet i bederetning Qibla. Da disse afdelinger snart når kapacitetsgrænsen har det islamiske trossamfund i Wien siden 2001 været sikret en egen islamisk begravelsesplads i Liesing.

### Buddhistisk begravelsesplads
Siden 2005 findes der også en buddhistisk afdeling på Zentralfriedhof. Den blev indviet under stor medieinteresse, med en ceremoni, hvor munke med sutra-tekster befølte det i centrum af begravelsespladsen beliggende sakralbyggeri, stupa. Gravpladsen er tegnet af arktitekten Christof Riccbona, der også har tegnet parkanlægget "Park for ro og kraft" i Zentralfriedhof.

## Præsidentgrave og statsbegravelse
Umiddelbart foran Karl-Borromäus-Kirche ligger præsident-gravkammeret (Präsidentengruft), hvor den Anden Republiks præsidenter siden 1951 er blevet bisat med ære. Siden juni 2007 er følgende præsidenter bisat her:
| Navn                 | Livsperiode | Regeringstid |
| -------------------- | ----------- | ------------ |
| Karl Renner          | 1870–1950   | 1945–1950    |
| Theodor Körner       | 1873–1957   | 1951–1957    |
| Adolf Schärf         | 1890–1965   | 1957–1965    |
| Franz Jonas          | 1899–1974   | 1965–1974    |
| Rudolf Kirchschläger | 1915–2000   | 1974–1986    |
| Thomas Klestil       | 1932–2004   | 1992–2004    |
| Kurt Waldheim        | 1918–2007   | 1986–1992    |

Det meget flade byggeri, der blev opført i 1951, og det derigennem ikke særlig prangende udtryk skyldes arkitekternes ønske om ikke at påvirke indkigget mod Karl-Borromäus-Kirche. Da gravkammeret oprindelig kun var tiltænkt den i 1950 afdøde Karl Renner står hans navn på en stensarkofag midt på det runde anlæg. Navnene på de øvrige bisatte præsidenter står på en mindetavle og på siden af anlægget ved præsidenternes kister. Forbundspræsidenternes ægtefæller kan også bisættes i gravkammeret. Præsidenthustruerne Hilda Schärf, Aloisia Renner og Margarethe Jonas er stedt til hvile ved siden af deres ægtemænd.
Statsbegravelser og såkaldte statslige begravelser organiseres og betales af forbundsrepublikken og er forbeholdt forbundspræsidenter, forbundskanslere og nationalrådspræsident. Hvis en af disse personer dør under embedet, får de en statsbegravelse. I modsat fald får de en statslig begravelse. Indtil videre har Karl Renner, Theodor Körner, Adolf Schärf, Franz Jonas og Thomas Klestil, der alle døde mens de sad i embedet, fået æren af en statsbegravelse. Statslige begravelser er givet til Rudolf Kirchschläger og Kurt Waldheim. Ligeledes har forbundskanslerne Leopold Figl, Julius Raab, Alfons Gorbach, Bruno Kreisky og Fred Sinowatz fået en statslig begravelse. Josef Klaus er dog i overensstemmelse med sit testamente begravet sammen med sin nærmeste familie.

## Æresgrave og hædersgrave
Da man i 1885 påbegyndte indretningen af de første æresgrave ønskede man med samling af disse grave med prominente afdøde at hæve attraktionen af kirkegården. Siden 1954 har der ved siden af æresgravgruppen også været en kategori af grave etableret for ærens skyld (honoris causa), dvs. personer der ikke regnes for at have gjort en så stor en samfundsmæssig indsats at det berettiger til en en egentlig æregrav, men at man under en anden form ønsker at hædre personerne. Der er for tiden (2009) omkring 250 æresgrave og over 600 hædersgrave.
Den af turister mest besøgte grav, Wolfgang Amadeus Mozarts grav, er imidlertid kun et gravmindesmærke, da hans menneskelige rester findes på Sankt Marxer Friedhof, hvor han blev lagt i en massegrav.
Hædersgravene i gruppe 40 på kirkegården indeholder mest grave for personer døde efter 1960. Den mest besøgte grav i denne gruppe er den i 1998 afdøde popmusiker Falco.

### Æresgrave (udvalg)
| Navn                        | Livsperiode | Beskæftigelse                                     |
| --------------------------- | ----------- | ------------------------------------------------- |
| Ludwig Anzengruber          | 1839–1889   | Forfatter                                         |
| Ludwig van Beethoven        | 1770–1827   | Komponist                                         |
| Max (Maxi) Böhm             | 1916–1982   | Skuespiller                                       |
| Ludwig Boltzmann            | 1844–1906   | Matematiker und fysiker                           |
| Johannes Brahms             | 1833–1897   | Komponist                                         |
| Gerhard Bronner             | 1922–2007   | Kabarettist og musiker                            |
| Karl Farkas                 | 1893–1971   | Skuespiller og kabarettist                        |
| Peter Fendi                 | 1796–1842   | Maler og Litograf                                 |
| Leopold Figl                | 1902–1965   | Politiker                                         |
| Carl Ritter von Ghega       | 1802–1860   | Ingeniør, Byggede Semmeringbahn                   |
| Christoph Willibald Gluck   | 1714–1787   | Komponist                                         |
| Theophil von Hansen         | 1813–1891   | Arkitekt                                          |
| Carl Freiherr von Hasenauer | 1833–1894   | Arkitekt                                          |
| Josef Hoffmann              | 1870–1956   | Arkitekt og designer                              |
| Paul Hörbiger               | 1894–1981   | Skuespiller                                       |
| Ernst Jandl                 | 1925–2000   | Forfatter                                         |
| Curd Jürgens                | 1915–1982   | Skuespiller                                       |
| Bruno Kreisky               | 1911–1990   | Politiker                                         |
| György Ligeti               | 1923–2006   | Komponist                                         |
| Theo Lingen                 | 1903–1978   | Skuespiller                                       |
| Adolf Loos                  | 1870–1933   | Arkitekt                                          |
| Siegfried Marcus            | 1831–1898   | Automobilpioner                                   |
| Hans Moser                  | 1880–1964   | Skuespiller                                       |
| Alois Negrelli              | 1799–1858   | Ingeniør, planlagde Suezkanalen                   |
| Johann Nestroy              | 1801–1862   | Skuespiller og dramatiker                         |
| Peter von Nobile            | 1774–1854   | Arkitekt                                          |
| Eduard van der Nüll         | 1812–1868   | Arkitekt (Wiener Staatsoper)                      |
| Ida Pfeiffer                | 1797–1858   | Rejseforfatter                                    |
| Marcel Prawy                | 1911–2003   | Dramaturg og operakritiker                        |
| Helmut Qualtinger           | 1928–1986   | Skuespiller og kabarettist                        |
| Julius Raab                 | 1891–1964   | Politiker                                         |
| Erwin Ringel                | 1921–1994   | Læge og psykolog                                  |
| Antonio Salieri             | 1750–1825   | Komponist                                         |
| Emil Jakob Schindler        | 1842–1892   | Maler                                             |
| Friedrich von Schmidt       | 1825–1891   | Arkitekt (Wiens rådhus)                           |
| Arnold Schönberg            | 1874–1951   | Komponist, Grundlæggeren af tolvtonemusik         |
| Franz Schubert              | 1797–1828   | Komponist                                         |
| Albin Skoda                 | 1909–1961   | Skuespiller                                       |
| Robert Stolz                | 1880–1975   | Komponist                                         |
| Johann Strauss den ældre    | 1804–1849   | Komponist                                         |
| Johann Strauss den yngre    | 1825–1899   | Komponist                                         |
| Franz von Suppé             | 1819–1895   | Komponist                                         |
| Karl Waldbrunner            | 1906–1980   | Politiker                                         |
| Hans Weigel                 | 1908–1991   | Forfatter                                         |
| Max Weiler                  | 1910–2001   | Maler                                             |
| Franz Werfel                | 1890–1945   | Forfatter                                         |
| Hugo Wiener                 | 1904–1993   | Komponist og forfatter                            |
| Anton Wildgans              | 1881–1932   | Digter                                            |
| Hugo Wolf                   | 1860–1903   | Komponist                                         |
| Fritz Wotruba               | 1907–1975   | Billedhugger                                      |
| Joe Zawinul                 | 1932–2007   | Jazz-pianist, keyboarder, komponist og Bandleader |
| Helmut Zilk                 | 1927–2008   | Politiker                                         |

### Hædersgrave (udvalg)
| Navn                  | Livsperiode | Beskæftigelse                               |
| --------------------- | ----------- | ------------------------------------------- |
| Victor Adler          | 1852–1918   | Politiker                                   |
| Jean Améry            | 1912–1978   | Forfatter                                   |
| Franz Antel           | 1913–2007   | Filmregissør, producent og forfatter        |
| Ludwig Bösendorfer    | 1835–1919   | Klavebygger                                 |
| Elfi von Dassanowsky  | 1924–2007   | Sangerinde, pianistinde og producer         |
| Franz (Ferry) Dusika  | 1908–1984   | Cykkelrytter                                |
| Falco (Johann Hölzel) | 1957–1998   | Popmusiker                                  |
| Fatty George          | 1927–1982   | Jazzmusiker                                 |
| Alexander Girardi     | 1850–1918   | Skuespiller                                 |
| Ludwig Gottsleben     | 1836–1911   | Forfatter og skuespiller                    |
| Hans-Peter Heinzl     | 1942–1996   | Skuespiller og kabarettist                  |
| Joachim Kemmer        | 1939–2000   | Skuespiller og kabarettist                  |
| Ludwig von Köchel     | 1800–1877   | Musikskribent, Udgiver af Köchelverzeichnis |
| Karl Kraus            | 1874–1936   | Forfatter                                   |
| Josef Kriehuber       | 1800–1876   | Maler og Litograf                           |
| Carl Kundmann         | 1838–1919   | Billedhugger                                |
| Hermann Leopoldi      | 1888–1959   | Komponist und kabarettist                   |
| Paul Löwinger         | 1904–1988   | Skuespiller                                 |
| Karl Lueger           | 1844–1910   | Politiker                                   |
| Carl Merz             | 1906–1979   | Kabarettist og forfatter                    |
| Friedrich Ohmann      | 1858–1927   | Arkitekt                                    |
| Hans Pemmer           | 1886–1972   | Lærer og hjemstavnsforsker                  |
| Annie Rosar           | 1888–1963   | Skuespillerinde                             |
| Karl Seitz            | 1869–1950   | Politiker                                   |
| Matthias Sindelar     | 1903–1939   | Fodboldspiller                              |
| Erich Sokol           | 1933–2003   | Illustrator og karikaturtegner              |
| Franz Stoß            | 1909–1995   | Skuespiller og teaterleder                  |
| Friedrich Torberg     | 1908–1979   | Forfatter                                   |
| Ernst Waldbrunn       | 1907–1977   | Skuespiller og kabarettist                  |
| Peter Wehle           | 1914–1986   | Komponist, Forfatter og kabarettist         |
| Carl Zeller           | 1842–1898   | Komponist                                   |
| Helmut Zenker         | 1949–2003   | Forfatter og drejebogsforfatter             |